# Täfelberg
Der Täfelberg im Nordschwarzwald ist ein 565,2 m ü. NHN hoher Berg in Baden-Württemberg, der auf Althengstetter Gemarkung liegt und mit dem Jägerberg und dem Muckberg eine Bergkette bildet, die Althengstett vom Hecken- und Schlehengäu abtrennt.
Auf seinem Gipfel sind neben mehreren Sitzbänken auch das Wanderheim „Täfelberghaus“ des Schwarzwaldvereines zu finden.
Die Gemeinde hat das Wanderheim gekauft und den Narren zur Nutzung überlassen.
Die Vegetation auf dem Täfelberg ist typisch für den Schwarzwald. Es dominieren eine große Anzahl von Tannen und Fichten. Bei klarem Wetter und guter Sicht kann man vom Täfelberg aus die Erhebungen des Nagoldtals und des Teinachtals einsehen.

## Aufstieg
Der Aufstieg zum Täfelberg beginnt in der Ortsmitte von Althengstett in einer Höhe von 500 m. Dieser erstreckt sich über knapp einen Kilometer und endet am Einstieg zum Täfelbergwald.
Knapp 600 m des Aufstieges über die Nordseite sind auf einer gut ausgebauten Straße zu erklimmen. Ab einer Höhe von etwa 530 m wird aus der Straße ein Feldweg. Von der Ostseite des Berges kann man auch zum Gipfel kommen. Von hier aus ist der Aufstieg etwas kürzer und flacher, allerdings findet man nur einen geschotterten Feldweg vor. Der steilste Weg zum Gipfel ist jedoch der Aufstieg von der Westseite aus Richtung Calw. Für Fahrradfahrer, sowie Walker und Jogger ist der Täfelberg aufgrund seiner vielen verschiedenen Wege sehr attraktiv.

## Landwirtschaftliche Nutzung
Auf der Nordseite des Berges findet man in den unteren Lagen einige Äcker. Auf der Ostseite sind einige Streuobstwiesen zu finden, sowie einige wenige Hütten und Schuppen.

## Naturschutz
Der Täfelberg war seit 4. September 1953 durch das Landratsamt Calw als Landschaftsschutzgebiet ausgewiesen. Am 28. November 2003 trat die Verordnung über das Naturschutzgebiet Würm-Heckengäu inkraft. Durch sie wurde das Landschaftsschutzgebiet aufgehoben und der Täfelberg unter Naturschutz gestellt.

## Wetter
Auf dem Täfelberg ist es meistens ein bis zwei Grad kälter als in der Ortsmitte Althengstetts. Im Winter wird die Ostseite des Berges für Schlitten- und Skisport benutzt, da sich hier der Schnee aufgrund der schattigen Lage lange hält.